# Craterestra
Craterestra là một chi bướm đêm thuộc họ Noctuidae.

## Các loài
- Craterestra lucina (Druce, 1889)